# Zornella armata
Zornella armata is een spinnensoort in de taxonomische indeling van de hangmatspinnen (Linyphiidae).
Het dier behoort tot het geslacht Zornella. De wetenschappelijke naam van de soort werd voor het eerst geldig gepubliceerd in 1906 door Nathan Banks.